# Hyperolius soror
Espèce
Synonymes
- Rappia soror Chabanaud, 1921

Statut de conservation UICN

 LC  : Préoccupation mineure
Hyperolius soror est une espèce d'amphibiens de la famille des Hyperoliidae.

## Répartition
Cette espèce est endémique du Sud de la Guinée. Elle se rencontre dans la région de Nzérékoré,.

## Publication originale
- Chabanaud, 1921 : Contributions a l'étude de la faune herpétologique de l'Afrique occidentale. II. Deuxième note. Bulletin du Comité d'Études Historiques et Scientifiques de l'Afrique Occidentale Française, vol. 1921, p. 445-472.